# Український Прометей
«Український Прометей» (1959—1961 під назвою «Прометей») — тижневик, неофіційний орган УРДП для США й Канади.
Виходив 1951 — 1959 у Детройті, 1959 — 1961 у Нью-Йорку.
Редактори: Павло Маляр, Василь Гришко, Микола Дзябенко.
Серед співробітників газети був Михайло Бажанський.